# دوواهاندیای شرقی
دوواهاندیای شرقی (به لاتین: Dewahandiya West) یک منطقهٔ مسکونی در سری‌لانکا است که در استان مرکزی (سری‌لانکا) واقع شده‌است.